# Nasreen Mohamedi
Nasreen Mohamedi (* 1937 in Karatschi; † 1990 in Kihim, Maharashtra), aufgewachsen in Mumbai, war eine indische Künstlerin.

## Leben
Mohamedi studierte von 1954 bis 1957 an der St. Martins School of Art in London. Die erste Ausstellung hatte sie 1961 in der Galerie 59 in Bombay. Danach besuchte sie bis 1963 das Guillards Atelier in Paris. Von 1972 bis 1988 unterrichtete sie an der Faculty of Arts in Baroda in Indien. Die Medien ihrer Kunst sind Zeichnung und Fotografie. Sie stellte auf der Triennale 1975 in New Delhi und der 1985 stattgefundenen Ausstellung Indische Künstler in Frankreich im Centre National de Arts Plastiques in Paris aus. Mohamedi starb 1990 an der Parkinson-Krankheit.

## Gruppenausstellungen
- 1975 Third Triennale, New Delhi, India
- 1985 Artists Indiens en France, Centre National de Arts Plastiques, Paris, France
- 1997 Out of India, Queens Museum of Art, New York, NY
- 2000 Drawing Space, inIVA, London, UK
- 2003–2004 Description and image The Last Picture Show – Artists Using Photography – 1960–1982 –0 Walker Art Center, Minneapolis, MN
- 2005 The Last Picture Show – Artists using Photography 1960–1982 – Miami Art Central, Miami, FL
- 2006 Description and image APT5 – The 5th Asia–Pacific Triennial of Contemporary Art – Asia-Pacific Triennial of Contemporary Art, Brisbane, QLD
- 2007 Description and image Documenta 12 – Documenta, Kassel
- 2007 WACK! Art and the Feminist Revolution, Museum of Contemporary Art, Los Angeles, CA, US and travel to Vancouver Art Gallery, Canada, 2008–9; P.S. 1 Contemporary Art Center, Long Island City, NY, US, 2008; National Museum of Women in the Arts, Washington, DC, US, 2007
- 2007 Lines, Grids, Stains, Words (Selected drawings from the Museum of Modern Art), New York, NY, US and travel to Museu Serralves, Porto, Portugal, 2008 and Museum Wiesbaden, Germany, 2008–9
- 2007 Contemporary Photography from South Asia, Arthur M. Sackler Museum, Harvard University, Cambridge, MA
- 2008 India Moderna – IVAM – Institut Valencià d’Art Modern, Valencia
- 2008 Multiple Modernities: India, 1905–2005 – Philadelphia Museum of Art, Philadelphia, PA
- 2009 Excerpts from Diary Pages – Talwar Gallery, New York, NY

## Einzelausstellungen
Neben zahlreichen Gruppenausstellungen konnte man ihre Werke unter anderem sehen:
- 1961 Gallery 59, Bombay, India
- 1991 Nasreen in Retrospect, Jehangir Art Gallery, Bombay, India
- 2003 Nasreen Mohamedi – Photographs 1960s to 1980s – Talwar Gallery – New York, New York, NY
- 2004 Nasreen Mohamedi – Chatterjee & Lal, Mumbai
- 2005 Nasreen Mohammedi – Nature Morte, New Delhi
- 2005 Nasreen Mohamedi – Lines among Lines – The Drawing Center, New York, NY
- 2008 the grid, unplugged. Important Drawings from the 1970 – Talwar Gallery – New York, New York, NY

Gehandelt werden die Kunstwerke bei Chatterjee & Lal, Mumbai, Chemould Prescott Road, Mumbai, Talwar Gallery in New Delhi und New York.

### Werke
- The Grid Unplugged : Drawings of Nasreen Mohamedi, mit Essays von Geeta Kapur, John Yau, Anders Kreuger, Deepak Talwar; 2009, New York: Talwar Gallery Publikation. ISBN 978-81-908778-5-5 (Hardcover)
- Lines among lines: The Drawing Center, mit Essays von Susette Min, 2005, New York, NY: Drawing Center Publikation
- Drawing space : contemporary Indian drawing (mit Sheela Gowda, N.S. Harsha), London : Institute of International Visual Arts, 2000, ISBN 1-899846-29-8 (pbk.)
- Nasreen in retrospect, Bombay: Ashraf Mohamedi Trust, 1995.